# Telxius
Telxius ist ein im Jahr 2016 gegründetes international agierendes Unternehmen für Telekommunikationsinfrastruktur des spanischen Telefónica-Konzerns. Telxius verfügt insgesamt über 30.000 Mobilfunksendemasten in fünf Ländern (Spanien, Deutschland, Brasilien, Peru und Chile) sowie ein Netz an Seekabeln, das beispielsweise die Kabel SAm-1 und Marea umfasst.
Telxius wurde am 10. Februar 2016 gegründet. Ab Mai wurde über einen Börsengang spekuliert, der jedoch am 30. September 2016 wegen unzureichender Nachfrage abgesagt wurde.
Am 20. Februar 2017 verkaufte Telefónica 40 % von Telxius an die US-amerikanische Beteiligungsgesellschaft KKR. Der Kaufpreis betrug 1,275 Milliarden Euro.